# 鈴木浩子
鈴木 ひろ子（すずき ひろこ、1974年2月14日 - ）は、日本の政治家、フリーアナウンサー、元WWEのディーヴァ。本名；同じ、旧姓：水野。元千葉県議会議員（2期）、元千葉県船橋市議会議員（1期）。元レプロエンタテインメント所属。

## 来歴
千葉県船橋市出身。クリーニング店を経営する両親のもとに生まれる。船橋市立中野木小学校、船橋市立前原中学校、國學院高等学校卒業。明治大学文学部に入学。明大時代からラグビー雑誌（ラグビーマガジン）の契約記者となり、同窓のラグビー部員・鈴木健三（鈴木健想、KENSO）と知り合う。

### アナウンサー時代
1998年に大学卒業後、福島中央テレビに入社。当時は「水野 弘子」の名前で『ゴジてれシャトル』や『FCTニュースダッシュ』などを担当する。2000年に同社を退社、以後フリーアナウンサーとして活動する。2006年3月6日、夫・健三とともに『ゴジてれシャトル』に出演した。

### プロレスラーの妻 そしてアメリカへ
2003年に鈴木健三と結婚。健三は就職先を退社し、新日本プロレスのプロレスラーに転じた。その後、WJプロレスを経て2004年にWWE入りした健想と共にアメリカへ渡り、日本人として初めてWWEとディーヴァとしての契約を結ぶ。
当初は健想のみの契約の予定であり、健想はリングネーム「ヒロヒト」での登場が予定され、予告ビデオも作成された。この一連の扱いは日本や昭和天皇に対してあまりにも失礼である、とWWE上層部に浩子が抗議したところ、一転彼女がビンス・マクマホンらWWE上層部に注目されるようになり、健想のギミック修正だけではなく、本人も予想もしていなかった「鈴木ひろ子自身のディーヴァ契約」に至った。
当初はWWEから働かないかと持ちかけられ、「イエス」と答えていたがそれは裏方としての仕事として認識していた。また会場で他のスタッフから芸者についてやたらと訊かれ、それについて調べ作成したファイルを重役に渡したところ、そのファイルを一瞥されただけで「あなたは出来るのか？」と質問され、そこで初めてディーヴァとしての契約だったことに気付いた。そこで健想が「イエス」と答えてしまった、という裏話がある。

### 自身もプロレスへ
WWEでは白塗りの「ゲイシャガール」のギミックで登場し、主に健想をサポートするマネージャー役を演じていた。実際問題として、英語が堪能な彼女が通訳としてついた方が楽だったと言うこともあった。また健想自身も英語が殆どしゃべれない、という日本人レスラーの伝統的なギミックを演じていた。この役の勧誘をWWE側から受け、あまりの馬鹿馬鹿しさに怒り当然断ることを夫の健想に告げると、「何？おまえはWWEに認められたんだぞ！おまえはなんてラッキーなんだ！」と大喜びされ、断りきれずなし崩し的にゲイシャガールデビューしてしまったと語っている。
格闘技のバックグラウンドは殆どないが、2005年2月5日の『スマックダウン』さいたまスーパーアリーナ大会「ROAD TO WRESTLEMANIA 21 JAPAN TOUR」において、実際にトリー・ウィルソンと試合を行っている。2005年7月に健想がWWEから解雇されたのに伴う形でWWEとの契約を打ち切られた。その後は散発的にではあるが、健想とともにアメリカのインディ団体に出場し、時に試合を行った。
なおWWE在籍時代、格闘技のバックグラウンドが皆無であったのを見兼ねたジ・アンダーテイカーがトレーナーに名乗りを挙げ、技術を教えた。
2005年11月3日のハッスルマニアにおいて、健想が日本マットに復帰した（和泉元彌との対戦）。2006年1月1日より3月12日までハッスルの3代目ゼネラルマネージャー（GM）を務めた が、ハッスル側の給料未払い等もあり1年でKENSOとともに離脱する。
2006年、健想が参戦したユニオンプロレスでは、メカマミー関連のギミックから拉致のうえ改造されて「メカ浩子」となる。
2007年、健想と再び海外へ渡航し、CMLL、AAAと長期参戦のためメキシコに滞在。
2010年、日本へ帰国。健想（現:KENSO）が全日本プロレスへ参戦後、正式入団。

### 政治家へ
2015年、千葉県船橋市議会議員選挙（第18回統一地方選挙後半戦・4月26日投開票）に無所属で立候補し、4,220票を獲得して初当選した。5月1日に就任 し、保守系会派の「自由市政会」に所属する。
2018年12月19日、翌年の第19回統一地方選挙前半戦で行われる千葉県議会議員選挙に立候補する意思を表明。2019年4月7日に行われた県議選に船橋市選挙区から無所属（自由民主党推薦）で立候補。13,731票（12人中6位）を獲得し、初当選した。
2023年4月9日に行われた県議選では自由民主党公認で立候補。19,484票（11人中4位）を獲得し、再選した。
2025年4月18日、同年に行われる船橋市長選挙への出馬を表明。5月23日に県議会へ辞職を届け出た。6月22日の投開票の結果、21,946票を獲得したが5人中4位で落選。

## 著書
- 『ゲイシャ・ガール、リングに上がる』集英社インターナショナル、2006年2月。ISBN 978-4-797-67144-5。